# دليل رقمي

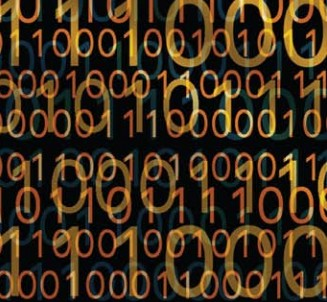

الدليل الرقمي أو الدليل الإلكتروني نتيجة لاستشراء حمى التوجه نحو عالم الرقميات كبديل لعالم المحسوسات، عالم البيانات والملفات المخزنة في انظمة المعلومات كبديل للبيانات المحررة على الورق وحوافظ الملفات التقليدية ، يزداد الاهتمام بمدى حجية وقوة وسائل التخزين التقني للمعلومات في الاثبات ومدى حجية مستخرجات الحاسوب ومدى امكان النظام القانوني للاثبات استيعاب هذه الانماط المستجدة من وسائل اثبات التصرفات التعاقدية.

## تعريف
الدليل الرقمي أو الدليل الإلكتروني هو الدليل المأخوذ من أجهزة الكمبيوتر وهو يكون في شكل مجالات أو نبضات مغناطيسية أو كهربائية ممكن تجميعها وتحليلها باستخدام برامج تطبيقات وتكنولوجيا وهي مكون رقمي لتقديم معلومات في أشكال متنوعة مثل النصوص المكتوبة أو الصور أو الأصوات أو الأشكال والرسوم وذلك من أجل اعتماده أمام أجهزة إنفاذ وتطبيق القانون ولا يقف التساؤل عند حد التصرفات القانونية المدنية والتجارية والمصرفية، بل يتعداه إلى التساؤل حول قوة وحجية الدليل ذي الطبيعة الالكترونية في المواد الجنائية، وفي هذا العدد من مجلة البنوك في الأردن نقف على مسائل وتحديات الإثبات الإلكتروني في المسائل المدنية والتجارية والمصرفية، وفي الاعداد القادمة باذن الله نتناول المشكلات العملية المثارة بشان الاثبات الإلكتروني في الدعاوى المصرفية ونتناول أيضا مسائل الإثبات الإلكتروني في المواد الجنائية وما يتصل بها من مسائل اجرائية تتعلق بامن المعلومات.

## المعايير القانونية للإيجاب والقبول
اثبات الحق هو اقامة الحجة عليه، وقد تاسست نظريات الاثبات على حقيقة اساسية. نجد ان التعاقد الإلكتروني يتطلب التزام معيار قانوني معين لتحديد احكام الإيجاب والقبول في البيئة الالكترونية وتوقيت اعتبارهما كذلك قانونا وتحدي المكان المعتبر للتعاقد، وهذه مسائل على قدر كبير من الاهمية في حالة المنازعات، لانها تتعلق بمدى قبول النظام القانوني لوجود التعاقد ابتداء وموقفه من الزامية الإيجاب وما إذا كان القبول قد صدر صحيحا ام لا، إلى جانب تحديد القانون المطبق على النزاع والمحكمة المختصة بنظره تبعا لعناصر التنازع الزماني والمكاني.
ان التعاقد الإلكتروني ومسائل الإيجاب والقبول، ومعايير اعتبارها في حقل المراسلات الالكترونية والعقود على الخط والعقود النموذجية غير الموقعة كرخص البرامج وغيرها، أكثر مسائل البحث القانوني اثارة للجدل لدى الهيئات والمنظمات الدولية والإقليمية الساعية لتنظيم الأعمال الالكترونية،
والتوجه العام الذي عكسه القانون النموذجي لمنظمة اليونسترال (الامم المتحدة) ليس الا قاعدة عريضة يبنى عليها التدبير القانوني المناسب للنظام القانوني المعني ، هذه القاعدة تقوم على اساس احداث تساو في القيمة بين العقود التقليدية والعقود الالكترونية، بين وسائل الاثبات المؤسسة على الكتابة والتوقيع المادي وبين المراسلات الالكترونية والتواقيع الرقمية، لكن هذه القاعدة لم تمنع الكثير من الخلافات والتناقض، لا يمكن ان تتحقق دون توفر معايير قانونية واضحة وجلية،  إذ يتعين ان تراعي هذه الوثائق غياب المعايير فتتحول بذاتها إلى قانون المتعاقدين وان تراعي عناصر اساسية تتجاوز المشكلة اهمها تحديد القانون المطبق وجهة الاختصاص القضائي.
وتركز ضمن أهم ما يتعين ان تركز عليه على التوجه نحو طرق التقاضي البديلة التي تجيز التحرر من كثير من القيود القانونية القائمة، ولعل التحكيم والمفاوضات والوساطة وغيرها من طرق فض المنازعات خارج المحاكم الانسب لهذا النشاط وتعدو ضرورية للاعمال المتصلة بالعلاقات القانونية في البيئة الالكترونية والمعلوماتية.

### المبادئ التوجيهية في المملكة المتحدة (ACPO)
في المملكة المتحدة، عادة ما يتبع الفاحصين المبادئ التوجيهية الصادرة عن اتحاد كبار ضباط الشرطة (ACPO) للمصادقة والتاكد من سلامة الأدلة.

## مقارنة بين المستند الإلكتروني والمستند التقليدي
نجدان هنالك نقاط للاتفاق والاختلاف، بين المستند الإلكتروني والمستند التقليدي ، وان الاختلاف الاساسي والجوهري بينهما هو:
1. الدعامة التي يكون عليها كل منهما، فالمستند التقليدي دعامته ورق ملموس، بعكس المستند الإلكتروني ، فان دعامته برامج الكمبيوتر، أو أي وسائط تقنية حديثة.
2. واعتمادا علي هذا الفارق في التكوين، والوجود، يري البعض ان المستند الإلكتروني، لا يكتسب صفة الدوام والاستقرار والثبات، إذ انه قابل للمحو والتعديل، كما انه غير قابل للقراءة خاصة عندما تتغيير التقنيات، أو البرمجيات، وعلي وجه التحديد التقنيات البرمجية النصية (OFFECE) والبرامج التشغيلية المتجددة.
3. في اطار المنافسة والاحتكار لسوق البرمجيات من بعض الشركات الكبرى مثل شركة مايكوروسوفت،
4. وان كانت هذه الإشكالية في سبيلها للحل النهائي بادخال بعض برامج المعالجة الموافقية النصية والبرمجية، لدى شركات البرمجيات، وذلك وفقا لخصائص كل برنامج علي حده.بحيث يكون هناك نموذج برمجي عالمي يقلل من حدة الاحتكار لهذه الخدمة والاختلاف البرمجي. ويساعد علي عرض النصوص الالكترونية، بواسطة أي برنامج مستخدم ايا كان نوعه.
5. كما انه ومن الجانب الآخر فان البعض يرى ان المستند التقليدي، يتفوق علي المستند الإلكتروني ، في ان الاخير تسهل قراءته بينما يحتاج المستند الإلكتروني الي وسائط إلكترونية لقراءته (كمبيوتر وخلافه من الوسائط الالكترونية)، بينما يمكن قراءة المستند التقليدي بسهولة ومباشرة من دعامته الورقية.
6. أيضا يري البعض ان المستند الورقي قابل للنقل الي أي مكان وبسهولة، بينما ان المستند الإلكتروني يتوجب توافر وسائل تقنية لقراءته ونقله وهي الدعامة الالكترونية نفسها.
7. اما انصار المستند الإلكتروني فيرون ان المستند الإلكتروني ووفقا لدعامته الالكترونية، أو ركيزته الالكترونية، والتي تستوعب معلومات كبيرة تبعا لحجم الوسيط ومقدار المعلومة، فان ذلك يتيح الفرصة لعرض عدد غير محدود من المستندات، في مساحة صغيرة من الوسيط الإلكتروني.
8. كما ان المستند الإلكتروني يسهل البحث عنه وادارته، والتعديل فيه، وتخزينه واسترجاعه، وتبويبه، باستعمال بعض خصائص البرمجة الالكترونية، بعكس المستند التقليدي الذي يثبت علي حاله التي اعد بها.[7]
9. فيما يري البعض ان المستند الإلكتروني معرض للخلل تبعا لتعرض الوسائط الالكترونية للخلل التقني في اطار التعدي علي البرامج أو الاجهزة بواسطة البرمجيات الضارة (الفيروسات).

## الكتب
عامة:
- Stephen Mason, general editor, Electronic Evidence (3rd edn, LexisNexis Butterworths, 2012) covering Australia, Canada, England & Wales, European Union, Hong Kong, India, Ireland, New Zealand, Scotland, Singapore, South Africa, United States of America
- Stephen Mason, general editor, International Electronic Evidence, (British Institute of International and Comparative Law, 2008), covering Argentina, Austria, Belgium, Bulgaria, Croatia, Cyprus, Czech Republic, Denmark, Egypt, Estonia, Finland, France, Germany, Greece, Hungary, Iceland, Italy, Japan, Latvia, Lithuania, Luxembourg, Malta, Mexico, Netherlands, Norway, Poland, Romania, Russia, Slovakia, Slovenia, Spain, Sweden, Switzerland, Thailand and Turkey

Australia:
- Allison Stanfield Computer forensics, electronic discovery and electronic evidence

Canada:
- Daniel M. Scanlan, "Digital Evidence in Criminal Law" (Thomson Reuters Canada Limited, 2011)

United States of America on discovery and evidence:
- Michael R Arkfeld, Arkfeld on Electronic Discovery and Evidence (3rd edn, Lexis, 2011) Looseleaf
- Adam I. Cohen and David J. Lender, Electronic Discovery: Law and Practice (2nd end, Aspen Publishers, 2011) Looseleaf
- Jay E. Grenig, William C. Gleisner, Troy Larson and John L. Carroll, eDiscovery & Digital Evidence (2nd edn, Westlaw, 2011) Looseleaf
- Michele C.S. Lange and Kristen M. Nimsger, Electronic Evidence and Discovery: What Every Lawyer Should Know (2nd edn, American Bar Association, 2009)
- George L. Paul, Foundations of Digital Evidence (American Bar Association, 2008)
- Paul R. Rice, Electronic Evidence - Law and Practice (American Bar Association, 2005)

United States of America on discovery:
- Brent E. Kidwell, Matthew M. Neumeier and Brian D. Hansen, Electronic Discovery (Law Journal Press) Looseleaf
- Joan E. Feldman, Essentials of Electronic Discovery: Finding and Using Cyber Evidence (Glasser Legalworks, 2003)
- Sharon Nelson, Bruce A. Olson and John W. Simek, The Electronic Evidence and Discovery Handbook (American Bar Association, 2006)
- Ralph C. Losey, e-Discovery: New Ideas, Case Law, Trends and Practices (Westlaw, 2010)

United States of America on visual evidence:
- Gregory P. Joseph, Modern Visual Evidence (Law Journal Press) Looseleaf

## وصلات خارجية
- Computer and Digital Forensics Discussion Forum
- International Journal of Digital Evidence (IJDE)
- International Organization on Computer Evidence (IOCE)
- Scientific Group on Digital Evidence
- Digital Evidence: Standards and Principles
- The Digital Evidence in the Information Era
- Forensic IT group of ENFSI نسخة محفوظة 16 أكتوبر 2017 على موقع واي باك مشين.
- Digital Evidence and Electronic Signature Law Review (Free open source)
- Commercial Technology for Preservation and Authentication of Electronically Stored Evidence